# Sonae
Sonae er et portugisisk multinationalt konglomerat med hovedkvarter i Porto. De er tilstede i 90 lande og driver virksomhed indenfor sektorer som detailhandel, finansielle services, indkøbscentre, software, medier og telekommunikation.
De havde i 2017 en omsætning på 5,3 mia. euro og 53.794 ansatte.
Sonae blev etableret i 1959 af Afonso Pinto de Magalhães.
Igennem datterselskabet Continente har de dagligvarehandel.